# 違約機率
違約機率（Probability of Default，PD）為信用風險管理的專有名詞，意指某一借款人發生違約（Default，借款無法償還）的機率大小。通常可以用統計模型來估計。此種統計模型又稱為PD模型。
PD用于各种信贷分析和风险管理框架。根据新巴塞尔协议，它是计算银行机构的经济资本或监管资本时使用的一个关键参数。
违约概率与预期损失密切相关，预期损失定义为违约概率、违约损失(LGD)和违约风险敞口(EAD)的乘积。

## 概括
违约风险是指借款人无法或不愿全额或按时偿还债务的风险。违约风险是通过分析债务人根据合同条款偿还债务的能力得出的。PD通常与财务特征相关，例如用于偿还债务的现金流不足、收入或营业利润下降、高杠杆、流动性下降或边际流动性以及无法成功实施业务计划。除了这些可量化的因素之外，还必须评估借款人的还款意愿。
 — 美国货币总稽核办公室
违约概率是对违约事件发生的可能性的估计。它适用于特定的评估范围，通常为一年。
信用评分，如消费者的FICO或S&P的债券评级，企业或政府的惠誉或穆迪，通常意味着一定的违约概率。
对于具有类似信用风险特征的债务人组，如RMBS或贷款池，可以为代表该组典型(平均)债务人的一组资产衍生违约概率。相比之下，债券或商业贷款的PD通常由单个实体决定。
根据《新巴塞尔协议》,如果出现以下情况，债务违约事件就发生了
1. 债务人不可能在不放弃任何抵押担保品的情况下向银行偿还债务
2. 债务人的重大信贷债务逾期超过90天

## 如何計算違約機率
下面是常用的步驟
- 分析交易對手或投資組合的信貸風險;
- 將交易對手和內部風險等級（具有關聯的違約機率）進行配對：和
- 確定具體特定的違約機率。這最後一步將給予加權違約機率的設施，受保護的擔保或信用衍生工具。權重，會考慮規劃署的擔保人或賣方信貸衍生工具。
- 一旦違約概率據估計，有關的信用價差和估價的貸款或債券是下一個步驟。一個流行的方法這一關鍵因素的信貸風險分析是“減少表”建模方法的Jarrow–Turnbull model。